# Arena (Wisconsin)
Arena è un comune degli Stati Uniti, situato in Wisconsin e in particolare nella Contea di Iowa.